# Uomini di parola (film 1981)
Uomini di parola è un film italiano del 1981 scritto, diretto, sceneggiato e interpretato da Tano Cimarosa.

## Trama
Gaetano Frasca un picciotto ambizioso, vuole dimostrare che è uno che conta e commette senza esitazione delitti. La sua unica debolezza è l'amore per la sua figliastra.

## Produzione
Fu girato nel 1980 tra Mistretta e Tusa, in provincia di Messina.